# Palau Vell de Krāslava
El Palau Vell de Krāslava (en letó: Krāslavas vecā pils) es troba a la regió històrica de Latgàlia, al municipi de Krāslava de l'est de Letònia. L'edifici allotjava la biblioteca familiar Plater després de la construcció del seu nou palau.